# Parc de Bercy
Parc de Bercy je veřejný park, který se nachází v Paříži ve 12. obvodu. Park byl vybudován letech 1993-1997 a jeho rozloha činí 14 ha. Rozkládá se mezi Palais omnisports de Paris-Bercy a nákupním centrem Bercy Village. Jeho název je odvozen od čtvrti Bercy.

## Historie
Park vznikl na místě bývalých skladů s vínem, které bylo dováženo do Paříže. Ve střední části jsou zachované kolejnice, bývalá stáčírna vína a dům strážce skladišť. V další části parku je dochovaný dům výběrčího daní. Tržiště s vínem bylo vybráno na tomto místě proto, že stálo u městských hradeb vybudovaných v 18. století. V zahradě se dochovala starobylá síť ulic a některé cesty používané k přepravě vína od břehu Seiny, které však byly v 70. letech odděleny automobilovým provozem na nábřeží.

## Vybavení parku

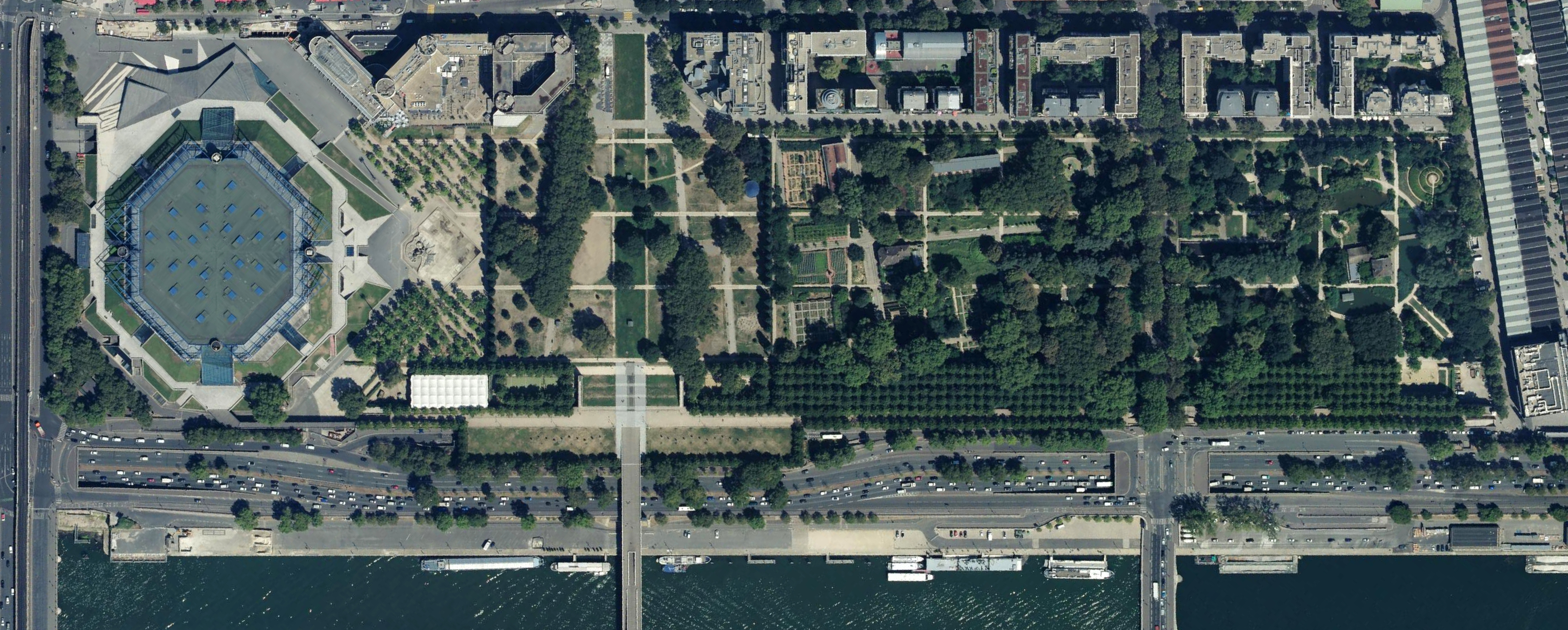
Parc de Bercy, Paris.

Park se skládá ze tří zahrad podle projektu, jehož autory jsou architekti Bernard Huet, Madeleine Ferrand, Jean-Pierr Feugas, Bernard Leroy a krajináři Ian Le Caisne a Philip Raguin.

Parc de Bercy, Paris.

Část parku u Bercy Village se nazývá Romantická zahrada (Jardin romantique). Jsou zde vodní nádrže s rybami a napodobeniny dun.
Dvě lávky vedou do další zahrady nazývané Květinové záhony (Parterres), která je věnovaná práci s květinami a určena pro názornou výuku.
Zahrada vedle Palais omnisports se nazývá Louky (Prairies) a skládá se z velkých travnatých ploch ve stínu velkých stromů. V této části se odehrávají improvizované fotbalové zápasy. Zahrada končí na promenádě u Palais omnisports, která slouží vyznavačům skateboardu a kolečkových bruslí.
Podél celého parku na straně u Seiny vede protihluková zeď u nábřeží Quai de Bercy a jsou zde sportovní tělocvičny. Na vrcholu vede chodník, který nabízí panoramatický výhled na vrcholky stromů v parku a na Francouzskou národní knihovnu na protějším břehu. V severovýchodní části parku sídlí filmotéka Cinémathèque française otevřená v roce 2005. Nedaleko passerelle Simone-de-Beauvoir, která vede přes řeku k Národní knihovně, se nachází sousoší 21 soch nazvané Děti světa (Les Enfants du Monde). Sochy byly odhaleny v roce 2001 a představují 21 dětí z 21 zemí vstupujících do 21. století.
V parku jsou také pozůstatky dávné neolitické vesnice, kde byly při výstavbě nalezeny různé cenné archeologické nálezy. V sousedství parku se nalézá Muzeum jarmarku.